# Finnskäret
Finnskäret is een Zweeds eiland behorend tot de Lule-archipel. Het eiland ligt ten oosten van Småskär in de Botnische Golf. Het heeft geen vaste oeververbinding. Aan de westkust staan enige huisjes, waarschijnlijk als zomerwoningen.